# Eddie Allen
Eddie Allen (Milwaukee, 12 juli 1957) is een Amerikaanse jazztrompettist en -bugelist.

## Biografie
Eddie Allen, die ook optreedt onder de benamingen E.J. Allen, Eddie E.J. Allen, E.J. 'Eddie' Allen, studeerde trompet in Milwaukee en begon zijn carrière bij Charlie Persip. Hij werkte bovendien met Muhal Richard Abrams, Lester Bowie, Art Blakey, Benny Carter, Chico Freeman, Dizzy Gillespie, Houston Person, Bobby Previte, Mongo Santamaría, Marty Ehrlich en Randy Weston. Verder speelde hij in het New York Composers Orchestra (First Program In Standard Time). Onder zijn eigen naam bracht hij een reeks albums uit bij Enja Records, waar hij o.a. speelde met Teodross Avery, Dan Faulk en Cindy Blackman. In 2008 ontstond met veteranen als Cecil Bridgewater, Sam Burtis en Howard Johnson het bigbandalbum Groove's Mood. Tegenwoordig leidt hij een kwintet, waartoe Bruce Williams, Misha Tsiganov, Kenny Davis en Jerome Jennings behoren. 
- Bibliothèque nationale de France: cb13985456q (data)
- Gemeinsame Normdatei: 134778820
- International Standard Name Identifier: 0000 0000 5517 0569
- Library of Congress Control Number: nr96007265
- MusicBrainz: cf32310c-bf3d-408a-b445-3287ab15af60
- Nationale Bibliotheek van Israël: 987007342367905171
- Nederlandse Thesaurus van Auteursnamen: 242044417
- SNAC: w66m60dj
- Virtual International Authority File: 32192668
- WorldCat: E39PBJtMqGYjJ8xq9jqpc8DyVC